# Subayba
El castell d′as-Subayba o Subayba o Qàlat as-Subayba (àrab: قلعة الصبيبة, Qalʿat aṣ-Ṣubayba, també transcrit Qala'at al-Subeiba o Kal'at al-Subeiba o al-Subayba, literalment ‘castell del gran penya-segat’), popularment coneguda com a castell de Nimrod (àrab: قلعة النمرود, Qalʿat an-Namrūd; hebreu: מבצר נמרוד, Mivtzar Nimrod‎) és un castell medieval situat al nord dels alts del Golan, a uns 800 metres d'altura sobre el nivell de la mar. El complex de fortalesa sencer té 420 m de llargada i 150 m d'amplada, i està construït amb grans pedres curosament escairades. Al llarg de les muralles hi ha nombroses torres rectangulars i semicirculars. La part alta, que és la més oriental, tenia un donjon que mesurava 65 per 45 metres estant protegit per un munt de torres rectangulars. La fortalesa dona sobre la vall profunda i estreta que separa el mont Hermon de la resta dels alts del Golan, la carretera que connecta Galilea amb Damasc, i l'antiga ciutat dels croats de Paneas.

## Història

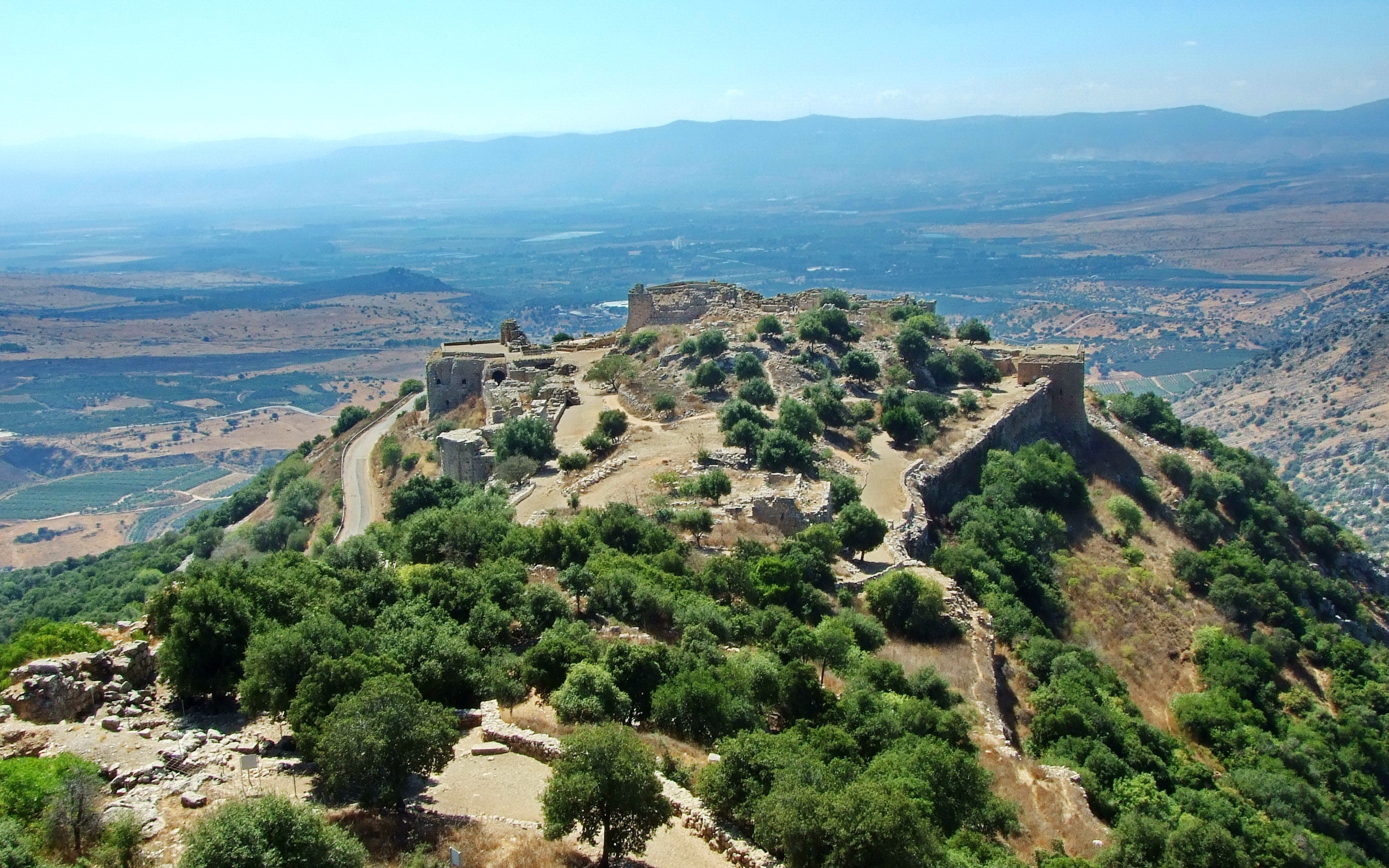
Fortalesa

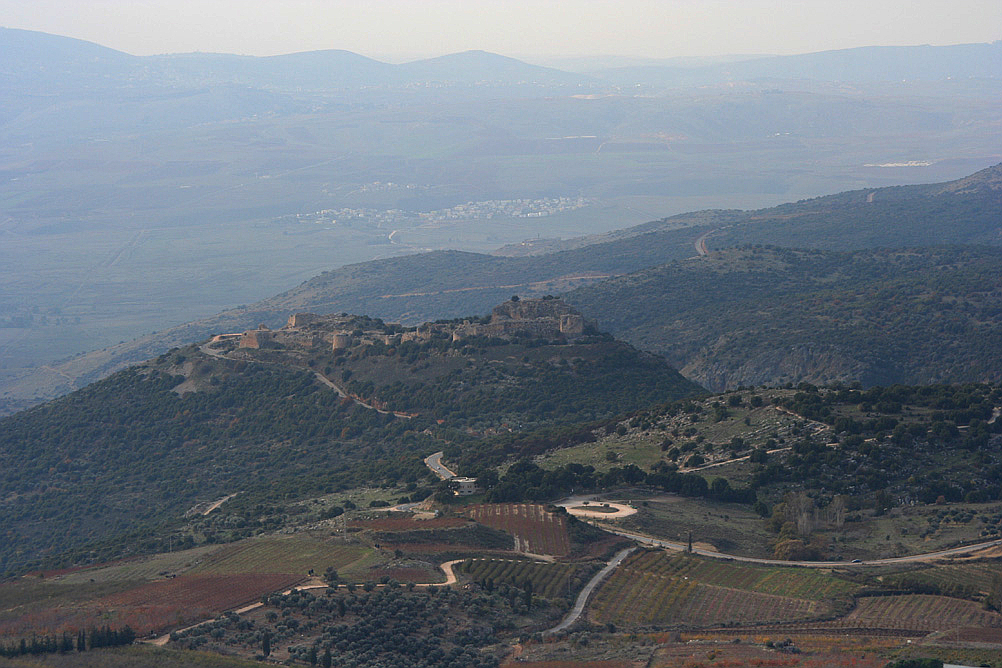
Fortalesa

La fortalesa fou construïa vers 1229 per al-Aziz Uthman, nebot de Saladí i fill més jove d'al-Àdil I, per avançar-se a qualsevol intent d'ocupar Damasc per part de la Sisena Croada. En àrab s'anomenava Subayba o Qala'at al-Subeiba que vol dir "Castell del Gran Penya-Segat". Es va engrandir per abraçar tota la muntanya el 1230, i Bàybars I encara el va reforçar i va afegir torres més grans després de 1260. El castell fou donat al lloctinent de Bàybars, Bilik. El nou governador va començava grans activitats de construcció i quan va acabar la tasca en va deixar memòria en una inscripció datada el 1275. Després de la mort de Bàybars, el seu fill i successor as-Saïd Bàraka Khan va fer assassinar Bilik, aparentment perquè tenia por del seu poder.
Al final del segle xiii, després de la conquesta musulmana de la ciutat portuària d'Akko (Acre) i el final del govern croat a Terra Santa, la fortalesa va perdre valor estratègic i es va deteriorar.
Després de la conquesta otomana el 1517, la fortalesa fou utilitzada com a presó de luxe per a nobles otomans que s'havien estat desterrats a Palestina. La fortalesa fou no obstant abandona aviat, durant el segle xvi, i llavors només els pastors locals i els seus ramats la van utilitzar. Al segle xviii va quedar severament malmesa per un terratrèmol.
Els jueus la van anomenar fortalesa de Nimrod en record a la figura del rei bíblic Nimrod que segons la tradició havia viscut al cim on hi ha el castell

## Estat actual
Avui és un parc israelià; els visitants poden explorar les porcions excavades i restaurades de la fortalesa. L'entrada és des de l'est, i la primera secció conté "corredors secrets" - les escales de cargol i els dipòsits d'aigua amb part del guix original encara visible - i finestres especials -hi ha molts exemples d'"esquerdes" o forats de fortalesa - que són estretes a l'exterior i amples a l'interior. Estaven dissenyats específicament per a arcs de fletxes o ballestes, tenint el defensor a dins abundant espai però l'atacant només tenia una reduïda escletxa com a objectiu. La part central, que és accessible per un camí lateral dins de la fortalesa, conté les restes d'un donjon envoltat per grans torres rectangulars. En la secció occidental, hi ha les restes d'una fortalesa dins d'un altra fortalesa, que era protegida per la seva pròpia rasa i pont llevadís; això és la part més vella del castell, que fou construïda inicialment. L'entrada al parc està situada en la carretera 989 entre Kiryat Shmona i Mont Hermon, aproximadament a trenta minuts a l'est de Kiryat Shmona. L'assentament de colons jueus de Nimrod està situat a prop. A la pel·lícula israeliana Beaufort, el castell es va utilitzar per representar al Castell de Beaufort, que està situat al Líban.